# 熱媒体
熱媒体（ねつばいたい、heating medium）とは装置を加熱あるいは冷却して目的の温度に制御する為に、外部熱源と装置との間での熱を移動させる為に使用される流体の総称である。熱媒・冷媒と呼ばれることもある。
熱媒体には種々の物質が利用されるが、
1. 使用できる圧力が適当である
2. 単位体積あたりの熱容量あるいは潜熱が大きく、伝熱係数が大きい
3. 装置を腐食しない
4. 不燃性・安価・無毒など環境あるいは経済性の面で負担が少ない

などの特徴から利用目的に合わせて選択される。

## 装置の名称
加熱媒体を容器に入れ、加熱対象物かその容器を熱媒体に浸ける形式の熱装置は熱媒体種別により「～浴」という呼称が与えられているが、加熱媒体を管路で加熱装置内に引き込んで加熱する装置は、熱媒体を区分することなくボイラーや熱交換器、加熱装置、冷却装置と総称される。

## 加熱用熱媒体

### 水浴
水
水浴（すいよく、water bath）または湯浴（ゆよく）とも呼ばれる。水の比熱は大きいので熱伝達効率は高いものの、沸騰によって蒸発してしまう為、おもに室温～100℃以下の加熱の場合に用いられる。

### 油浴
水浴以外の液体を使用する、外部循環加熱媒体型の加熱装置は油浴（ゆよく、oil bath）と総称される。
シリコーン油
種々の重合度のシリコーンから調整されるシリコーン油は油浴や加熱装置の熱媒体として使用される。シリコーンは酸が混入すると分解したり重合が進行してゲル化する。
ダウサムA(Dowtherm A)
ビフェニルとジフェニルエーテルとの3:7混合物である。15℃から257℃までの広い範囲で液体として存在し、極めて安定なため熱交換媒体、高沸点溶媒として広く用いられる。Dowtherm Aはダウケミカル社の登録商標である。

### 空気浴
空気
空気浴（くうきよく、air bath）またはエアーオーブンは空気を加熱媒体として、目的物を乾燥させる。気体で比熱が小さい為、熱の伝達効率は悪いが、熱媒体を閉鎖系で循環させる機構が不要なため室温～200℃程度の加熱に広く使用されている。

### 蒸気浴
液体を加熱して蒸気を発生させて加熱媒体とする加熱装置は蒸気浴（じょうきよく、vapor bath）と呼ばれる。多くの種類の液体が利用されるが、閉鎖系過熱水蒸気を使用する装置はボイラーとして広く使用される。
水蒸気
水蒸気自体の比熱はさほど大きくないが、水の凝縮熱は特徴的に大きいので効率的に熱伝達される。また、水には不燃物質であり安全性の面で管理しやすい熱媒体でもある。100℃程度～200℃程度の加熱に使用される。

### 砂浴
砂
砂浴（さよく、sand bath）では砂が加熱媒体として使用される（流体でない為、広義の熱媒体に当たる）。砂皿と呼ばれる浅い皿に砂を敷いて加熱物を載せたり、砂に埋没させて皿を加熱することで間接的に加熱する。

## 冷却用熱媒体

### 冷媒
冷浴に使用する熱媒体（冷媒）を次に示す。
アセトン
ドライアイス-アセトン冷媒で使用する。
液化窒素
冷却材兼冷媒として液体窒素が使用される。液体空気や長い間継ぎ足した液化窒素には液化酸素が濃縮されるので注意が必要である。
ブライン
食塩水を成分とする不凍液。ブラインはもともとは濃い海水を指す。化学工業では-30℃程度までの冷媒としてブラインが使用される。

### ガス冷媒
圧縮により容易に液化し、気化熱が大きい物質は冷却機や冷凍機のガス冷媒として利用される。
アンモニア
フロン登場前は広く冷却機や冷凍機の熱媒体として利用された。安全性の面で使用しにくい。
フロン
低分子量の特定フロンは広く冷却機や冷凍機の熱媒体として利用されたが、特定フロンの製造が禁止されてからは代換物に置き換わられつつある。
二酸化炭素
特定フロンの代換物として利用が広がりつつある。

## 特殊な熱媒体
硫酸
旧式のキャピラリー（毛細管）融点測定装置では濃硫酸が加熱媒体として使用される。
ナトリウム
カリウムを添加して低融点にした液体ナトリウムは高速増殖炉の1次熱媒体として使用される。
PCB（ポリ塩化ビフェニル）
かつては広くボイラーや熱交換器の加熱媒体として利用されたが、生物体内での蓄積性が高く慢性毒性もきわめて高いことが判明したので、現在では生産と使用は禁止されている。（カネミ油症事件の原因物質）
液化ヘリウム
NMR等、超伝導磁石の冷媒として利用される。